# Morgan Lake
Morgan Lake (née le 12 mai 1997 à Reading) est une athlète britannique, spécialiste des épreuves combinées et du saut en hauteur.

## Biographie
En mai 2014, elle remporte le meeting Multistars, à Florence en Italie, en totalisant 5 896 pts au terme des sept épreuves de l'heptathlon. Plus tard dans la saison, elle se classe 17e du meeting de Götzis. Fin juillet, elle participe aux Championnats du monde juniors d'Eugene, aux États-Unis. Elle remporte tout d'abord l'épreuve de heptathlon et améliore son record personnel avec 6 148 pts après avoir établi de nouveaux records personnels au lancer du javelot (41,66 m) et au saut en hauteur (1,94 m). Quatre jours plus tard, elle remporte la médaille d'or du saut en hauteur en franchissant une barre à 1,93 m.
Elle participe à ses premiers championnats internationaux séniors lors des championnats d'europe où elle est éliminée en qualifications avec 1,85 m. Elle participe ensuite aux Championnats d'Europe en salle de Prague sur le pentathlon où elle prend la neuvième place avec un nouveau record personnel en 4 527 points, échouant seulement à quelques pointes du record du monde juniors de la Suédoise Carolina Klüft. 
Elle devient ensuite championne d'Europe juniors avec 1,91 m, devançant la Française Nawal Meniker (1,86 m) et est ensuite éliminée des qualifications des Championnats du monde de Pékin avec 1,89 m.
Le 7 février à Třinec, Lake franchit 1,92 m pour terminer 2e derrière la Tchèque Michaela Hrubá (1,94 m). Le 19 mars 2016, elle se classe 7e des championnats du monde en salle de Portland avec 4 499 points. Le 25 juin, elle est sacrée championne nationale avec un saut à 1,90 m, avant d'échouer à 1,95 m.
Le 9 juillet, elle ne termine pas son heptathlon des Championnats d'Europe d'Amsterdam. Elle se qualifie le 17 août pour la finale du saut en hauteur des Jeux olympiques de Rio grâce à un saut à 1,94 m en qualifications, record personnel égalé. Elle se classe 10e de la finale avec 1,93 m.
Le 4 mars 2017, Lake termine à la dernière place de la finale de la hauteur des Championnats d'Europe en salle de Belgrade avec 1,85 m. Le 17 juin, à Bedford, elle remporte le titre national espoir et égale pour la cinquième fois de sa carrière en plein air (+ une fois en salle) son record d'1,94 m. Elle échoue par trois fois à 1,96 m, dont un essai de peu, mais réalise malgré tout les minimas pour les Championnats du monde de Londres. Cette marque d'1,96 m, elle la franchit lors des Championnats du Royaume-Uni, lui sécurisant son billet pour les mondiaux et lui permettant d'établir la 3e meilleure performance britannique sur la discipline derrière celles de Katarina Johnson-Thompson (1,98 m) et d'Isobel Pooley (1,97 m). Elle échoue à 1,99 m.
Le 12 août, elle participe sa première finale mondiale en plein air lors des mondiaux de Londres et termine 6e avec 1,95 m. L'année suivante, en mars, elle échoue au pied du podium des championnats du monde en salle de Birmingham avec un saut à 1,93 m, battue aux essais pour l'argent et le bronze par Vashti Cunningham et Alessia Trost. La Russe Mariya Lasitskene décroche le titre avec 2,01 m.
Deuxième des Jeux du Commonwealth de Gold Coast avec 1,93 m, derrière Levern Spencer (1,95 m) début avril, Morgan Lake remporte le 1er juillet les championnats du Royaume-Uni en portant son record personnel à 1,97 m, pour devenir la seconde meilleure performeuse britannique de l'histoire, derrière Katarina Johnson-Thompson (1,98 m), à ex-aecquo avec Isobel Pooley. Elle échoue ensuite à une barre à 2,00 m.
Le 26 janvier 2019, pour sa première compétition en salle de la saison, Morgan Lake égale le record du Royaume-Uni en salle avec une barre à 1,97 m, améliorant de 3 centimètres son précédent record datant de 2015.

## Palmarès
| Date | Compétition                       | Lieu             | Résultat | Épreuve    | Marque    |
| ---- | --------------------------------- | ---------------- | -------- | ---------- | --------- |
| 2014 | Multistars                        | Florence         | 1re      | Heptathlon | 5 896 pts |
| 2014 | Championnats du monde juniors     | Eugene           | 1re      | Hauteur    | 1,93 m    |
| 2014 | Championnats du monde juniors     | Eugene           | 1re      | Heptathlon | 6 148 pts |
| 2015 | Championnats d'Europe en salle    | Prague           | 9e       | Pentathlon | 4 527 pts |
| 2015 | Championnats d'Europe juniors     | Eskilstuna       | 1re      | Hauteur    | 1,91 m    |
| 2016 | Championnats du monde en salle    | Portland         | 6e       | Pentathlon | 4 499 pts |
| 2016 | Championnats d'Europe             | Amsterdam        | —        | Heptathlon | DNF       |
| 2016 | Jeux olympiques                   | Rio de Janeiro   | 10e      | Hauteur    | 1,93 m    |
| 2017 | Championnats d'Europe en salle    | Belgrade         | 8e       | Hauteur    | 1,85 m    |
| 2017 | Championnats d'Europe par équipes | Lille            | 7e       | Hauteur    | 1,85 m    |
| 2017 | Championnats du monde             | Londres          | 6e       | Hauteur    | 1,95 m    |
| 2018 | Championnats du monde en salle    | Birmingham       | 4e       | Hauteur    | 1,93 m    |
| 2018 | Jeux du Commonwealth              | Gold Coast       | 2e       | Hauteur    | 1,93 m    |
| 2018 | Coupe du monde                    | Londres          | 2e       | Hauteur    | 1,93 m    |
| 2018 | Championnats d'Europe             | Berlin           | 7e       | Hauteur    | 1,91 m    |
| 2018 | Ligue de diamant                  | Ligue de diamant | 11e      | Hauteur    | 1,85 m    |
| 2019 | Championnats d'Europe en salle    | Glasgow          | 9e       | Hauteur    | 1,91 m    |
| 2019 | Championnats d'Europe espoirs     | Gävle            | 6e       | Hauteur    | 1,85 m    |
| 2021 | Jeux olympiques                   | Tokyo            | finale   | Hauteur    | DNS       |
| 2022 | Championnats d'Europe             | Munich           | 8e       | Hauteur    | 1,90 m    |
| 2023 | Championnats d'Europe en salle    | Istanbul         | 7e       | Hauteur    | 1,86 m    |
| 2023 | Championnats du monde             | Budapest         | 4e       | Hauteur    | 1,97 m    |
| 2024 | Championnats du monde en salle    | Glasgow          | 6e       | Hauteur    | 1,92 m    |

## Records
| Épreuve           | Performance   | Lieu                      | Date                                       |
| ----------------- | ------------- | ------------------------- | ------------------------------------------ |
| 100 mètres haies  | 14 s 25       | Florence                  | 2 mai 2014                                 |
| Saut en hauteur   | 1,97 m        | Birmingham Turku Budapest | 1er juillet 2018 13 juin 2023 27 août 2023 |
| Lancer du poids   | 14,85 m       | Götzis                    | 31 mai 2014                                |
| 200 mètres        | 24 s 59       | Götzis                    | 31 mai 2014                                |
| Saut en longueur  | 6,32 m        | Birmingham                | 29 juin 2014                               |
| Lancer du javelot | 41,93 m       | Florence                  | 29 avril 2017                              |
| 800 mètres        | 2 min 19 s 06 | Kladno                    | 11 juin 2016                               |
| Heptathlon        | 6 148 pts     | Eugene                    | 23 juillet 2014                            |

| Épreuve          | Performance   | Lieu            | Date            |
| ---------------- | ------------- | --------------- | --------------- |
| 60 mètres haies  | 8 s 63        | Salamanque      | 20 février 2016 |
| Saut en hauteur  | 1,99 m (NR)   | Hustopece       | 4 février 2023  |
| Lancer du poids  | 13,91 m       | Prague          | 6 mars 2015     |
| Saut en longueur | 6,13 m        | Nogent-sur-Oise | 24 janvier 2015 |
| 800 mètres       | 2 min 18 s 53 | Salamanque      | 20 février 2016 |
| Pentathlon       | 4 527 pts     | Prague          | 6 mars 2015     |